# Dion DiMucci
Dion Francis DiMucci, známý jako Dion nebo Dion DiMucci (* 18. července 1939 Bronx, New York, USA) je americký zpěvák, kytarista a hudební skladatel. Vystupuje od konce padesátých let, kdy hrál se skupinou Dion and the Belmonts. Později se prosadil i jako sólový umělec a nahrál mnoho sólových alb. V roce 1989 byl uveden do Rock and Roll Hall of Fame. Spolupracoval například s Lou Reedem (na Reedovo albu New York, Reed potom hrál na Dionovo albu Yo Frankie). V žebříčku 100 nejlepších zpěváků všech dob časopisu Rolling Stone se umístil na 63. místě.

## Diskografie
- 1959: Presenting Dion & The Belmonts
- 1960: Wish Upon a Star With Dion & The Belmonts
- 1961: Alone With Dion
- 1961: Runaround Sue
- 1962: Lovers Who Wander
- 1962: Love Came to Me
- 1963: Dion Sings to Sandy'
- 1963: Ruby Baby
- 1963: Donna the Prima Donna
- 1967: Dion & The Belmonts - Together Again
- 1968: Dion
- 1969: Wonder Where I'm Bound
- 1970: Sit Down Old Friend
- 1971: You're Not Alone
- 1971: Sanctuary
- 1972: Suite For Late Summer
- 1973: Dion & The Belmonts - Reunion, Live at Madison Square Garden
- 1975: Born to Be with You
- 1976: Streetheart
- 1978: Return of the Wanderer
- 1980: Inside Job
- 1981: Only Jesus
- 1983: I Put Away My Idols
- 1984: Seasons
- 1985: Kingdom in the Streets
- 1986: Velvet & Steel
- 1989: Yo Frankie
- 1990: Fire in the Night (nahráno 1979)
- 1992: Dream on Fire
- 1993: Rock 'n' Roll Christmas
- 2000: Déjà Nu
- 2003: New Masters
- 2005: Live New York City
- 2006: Bronx in Blue
- 2007: Son of Skip James
- 2008: Heroes: Giants of Early Guitar Rock
- 2012: Tank Full of Blues